# سسیلیا تاکایشویلی
سِسیلیا تاکایشویلی (انگلیسی: Sesilia Takaishvili؛ ۳۰ سپتامبر ۱۹۰۶ – ۲۱ مهٔ ۱۹۸۴) بازیگر اهل کشور گرجستان بود. از فیلم‌هایی که وی در آنها ایفای نقش نموده می‌توان به فیلم بچه‌های مردم اشاره نمود.
==
جوایز==
- وی برندهٔ جوایزی همچون جایزه هنرمند مردمی اتحاد جماهیر شوروی، نشان پرچم سرخ کار، جایزه دولتی اتحاد شوروی، و نشان لنین شده بود.